# Márcio Lacerda
José Márcio Panoff de Lacerda (Corumbá, 6 de maio de 1943) é um advogado e político brasileiro. Foi eleito senador pelo Mato Grosso em 1986.

## Biografia
Filho de José Esteves de Lacerda e Magdalena Panoff de Lacerda em 1974 graduou-se Bacharel em  Ciências Jurídicas e Sociais junto à Universidade Federal do Rio de Janeiro. Influenciado pela atuação política do pai e de um irmão em Cáceres ingressou no MDB chegando a presidir o respectivo diretório municipal e a seguir presidente do diretório regional do PMDB de Mato Grosso. Advogado, foi eleito deputado estadual em 1978, deputado federal em 1982 e senador em 1986. No pleito de 1994 foi eleito vice-governador do estado na chapa de Dante de Oliveira e em fevereiro de 1999 foi nomeado presidente da Fundação Nacional do Índio deixando o cargo em novembro do mesmo ano.